# Nadir Lamyaghri
Nadir Lamyaghri (arabisch نادر المياغري, DMG Nādir al-Mayāġirī; * 13. Februar 1976 in Casablanca) ist ein ehemaliger marokkanischer Fußballtorhüter.
Lamyaghri spielte in seiner Jugend für den Verein Raja Casablanca. Dort gelang ihm der Sprung in den Profikader, wo er weitere sechs Jahre im Verein spielte. 2000 verpflichtete Wydad Casablanca den marokkanischen Torhüter. 2001 wird er an Hassania d’Agadir verliehen, da er sich nicht durchsetzen konnte. Im Jahr 2004 wurde er zur Nummer eins im Tor. Für die Saison im Jahre 2006 und 2008 wurde Lamyaghri an al-Wahda Abu Dhabi verliehen. Er schloss seine Karriere im Jahr 2014 ab. Insgesamt konnte er achtmal die marokkanische Meisterschaft gewinnen.
In der Nationalmannschaft Marokkos debütierte er 2003 und bestritt bis 2014 insgesamt 59 Länderspiele. Außerdem nahm er für sein Land an den Olympischen Spielen 2004 teil, wo die marokkanische Nationalmannschaft sich bis zum Achtelfinale durchsetzten.

## Erfolge
- CAF Champions League: 1997, 1999
- Marokkanischer Meister: 1996, 1997, 1998, 1999, 2000, 2002, 2006, 2010
- Marokkanischer Pokalsieger: 1996, 2001